# 등식
수학에서 같음(영어: equality) 또는 상등(相等)은 둘 또는 그 이상의 식이 동일한 수학적 대상임을 나타내는 관계이다. 대상을 등호 '='로 연결해 그들의 같음을 표현하는 관계식을 등식(문화어: 같기식; 영어: equality)이라고 한다. 등식 a = b에서, 등호를 기준으로 왼쪽에 있는 변을 좌변(左邊, 영어: left-hand side), 오른쪽에 있는 변을 우변(右邊, 영어: right-hand side), 함께 양변(兩邊)이라고 부른다.
대수적으로, 등식은 대수식들이 같은 값을 취한다는 의미이다. 변수가 등장하는 등식은 방정식이라고 한다. 방정식은 각각의 변수가 취한 값에 따라 성립 여부가 결정되며, 언제 성립하는지에 따라 항등식(항상 성립), 부정(여러 경우에 성립), 불능(항상 불성립) 등으로 나뉜다.
때로 많은 수학 체계를 구성하는 데 쓰이는 집합론에서, 두 집합의 같음은 속하는 원소가 완전히 같다는 의미이다.
수리논리학에서는 두 대상의 같음을 대략 '성질'이 완전히 같다는 의미의 이항 관계로 추상화한다. 1차 논리에서는 함수와 1차 논리식에 대입했을 때 같은 효과가 나게 하는 동치관계로 묘사한다.

## 정의
실수 집합 {\displaystyle \mathbb {R} }에서, 두 실수 {\displaystyle a,b\in \mathbb {R} }에 대한 등식은 다음과 같다.
| 부등식 | 읽기                                         | 무변수 실례 |
| ------ | -------------------------------------------- | ----------- |
| a=b    | {\displaystyle a}가 {\displaystyle b}와 같다 | 1=1 2=2     |

## 같이 보기
- 항등식
- 방정식
- 부등식